# سيو بو-مين
سيو بو-مين (هانغل: 서보민) هو لاعب كرة قدم كوري جنوبي في مركز الوسط، ولد في 22 يونيو 1990 في كوريا الجنوبية. لعب مع نادي غانغوون.

## وصلات خارجية
- سيو بو-مين على موقع دوري كوريا الجنوبية (الإنجليزية)
- سيو بو-مين على موقع قاعدة بيانات كرة القدم.إي يو (الإنجليزية)
- سيو بو-مين على موقع Soccerway.com (الإنجليزية)